# Baptism of Fire
Baptism of Fire ist ein US-amerikanischer Dokumentarfilm von 1943, der vom U.S. Army Signal Corps als Schulungsfilm für die Soldaten der US-Army als Vorbereitung auf den Kriegseinsatz gegen Nazi-Deutschland entstanden war.
Der Film war 1944 für einen Oscar nominiert.

## Inhalt
In einer kurzen Spielfilmhandlung wird gezeigt, wie der frisch an die Front gekommene Soldat Bill von seinem dort schon länger weilenden Kameraden Pete Ratschläge bekommt, wie er mit seiner Angst vor dem ersten Kampf, seiner sogenannten Feuertaufe (Baptism of fire), umgehen solle. Sodann wird Petes innerer Monolog hörbar gemacht, als er unter Beschuss gerät, und um ihn herum Tote und Verstümmelte liegen. Schließlich wird gezeigt, wie Pete gezwungen ist, einen Nahkampf mit einem deutschen Soldaten zu führen. Es ist eine harte Zeit für die Soldaten, aber letztendlich flattern ihre Nerven nicht mehr so stark wie zu Beginn des Einsatzes. Am Schluss sind alle froh diesen Einsatz überstanden zu haben und versuchen sich ein wenig abzulenken.
Baptism of Fire war als Trainingsfilm der Armee gedacht und sollte den Soldaten vermitteln, dass man sich Wissen und Techniken, wie Identifizierung des Feindes, und Hand in Hand zu kämpfen, aneignen könne, wodurch das Sicherheitsgefühl steige, was die Angst vor dem ersten Kampf minimieren könne.  Öffentlich gezeigt wurde er erstmals im Jahr 1943.

## Hintergrund
Der Film trägt auch den Originaltitel Fighting Men: Baptism of Fire
Vorangestellt wurden Baptism of Fire Filmaufnahmen von Wochenschauen und vor allem dem  Hans Bertram-Propagandafilm Feuertaufe. Der Film vom Einsatz unserer Luftwaffe im polnischen Feldzug, in dem der angebliche Beweis geführt wird, dass der Überfall der Deutschen auf Polen 1939 gerechtfertigt gewesen sei. Gezeigt werden Bilder der massiven Luftangriffe und welche verheerenden Folgen dies für die in Polen angegriffenen Ziele hatte.

## Auszeichnung
- Oscarverleihung 1944: Nominiert für einen Oscar in der Kategorie „Bester Dokumentarfilm“. Die Auszeichnung ging jedoch an den britischen Film Desert Victory, der die Erste und Zweite Schlacht von El Alamein thematisierte.